# Aviva Chomsky
Aviva Chomsky, dite couramment Avi Chomsky, née le 20 avril 1957 à Boston, est une spécialiste de l'histoire de l'Amérique latine et des Caraïbes.

## Biographie
Elle est la fille aînée du linguiste Noam Chomsky et de la linguiste et pédagogue Carol Chomsky (née Schatz). Elle est coordinatrice des études latino-américaines au collège d'État de Salem, dans le Commonwealth du Massachusetts. Précédemment, elle avait occupé une chaire de professeur au Bates College, à Lewiston, dans l'État du Maine, et été chercheur associé à l'Université Harvard, période durant laquelle elle s'est orientée vers sa spécialité historique.
Son premier ouvrage, West Indian Workers and the United Fruit Company in Costa Rica, 1870-1940, publié en 1996, et qui a fait l'objet notamment d'une critique parue dans les colonnes de The American Historical Review, en juin 1997, est consacré à la genèse de la United Fruit Company au XIXe siècle, au travers de l'histoire parallèle de la construction du chemin de fer sur la côte atlantique du Costa Rica, à partir de 1871, et de la création de bananeraies à proximité immédiate. Ce livre étudie également la naissance, au sein des travailleurs jamaïcains d'origine africaine attachés à la construction du chemin de fer et à l'exploitation des bananeraies, d'un système socio-économique particulier. Ce livre a été récompensé, l'année suivante, par le Prix du meilleur livre décerné par le Conseil des études latino-américaines de Nouvelle-Angleterre (New England Council of Latin American Studies), organisme dont elle deviendra ultérieurement membre, chargée de présider le comité de sélection en vue de l'attribution du Prix du meilleur livre.
Elle a publié en 2010 une Histoire de la révolution cubaine — A history of the Cuban Revolution.

## Œuvres
Aucun ouvrage d'Aviva Chomsky n'a fait l'objet d'une traduction française.

### Œuvres personnelles
- (en) West Indian Workers and the United Fruit Company in Costa Rica, 1870-1940, Louisiana State University Press, Baton Rouge, 1996, xiii + 302 p.,  (ISBN 0807119792), (LCCN 95021958), (BNF 37066874)
- (en) “They take our jobs!”: and 20 other myths about immigration, Beacon Press, Boston, 2007, xxvi + 236 p.,  (ISBN 9780807041567), (LCCN 2007005025)
- (en) Linked labor histories: New England, Colombia, and the making of a global working class, Duke University Press, Durham (Caroline du Nord), 2008, xiii + 397 p.,  (ISBN 9780822341734) ou  (ISBN 9780822341901) (format de poche), (LCCN 2007043862)

### Œuvres de collaboration
- Aviva Chomsky et Aldo Lauria-Santiago (editors), (en) Identity and struggle at the margins of the nation-state : the laboring peoples of Central America and the Hispanic Caribbean, Duke University Press, Durham (Caroline du Nord), 1998, vi + 404 p.,  (ISBN 0822322021) ou  (ISBN 0822322188) (format de poche), (LCCN 97044374)
- Aviva Chomsky, Barry Carr, et Pamela Maria Smorkaloff (editors), The Cuba reader : history, culture, politics, Duke University Press, Durham (Caroline du Nord), 2003, ix + 723 p.,  (ISBN 0822331845) ou  (ISBN 0822331977) (édition de poche), (LCCN 2003013448), (BNF 40194370)

### Traductions
- (en) Francisco Ramírez Cuellar, The profits of extermination : how U.S. corporate power is destroying Colombia (introduction et traduction de l'espagnol par Aviva Chomsky), Common Courage Press, Monroe (Maine), 2005, 141 p.,  (ISBN 1567513239) ou  (ISBN 1567513220) (format de poche), (LCCN 2005298839)

### Préfaces
- (en) Alfredo Molano, The dispossessed : chronicles of the desterrados of Colombia (traduit de l'espagnol par Daniel Bland ; avec une préface par Aviva Chomsky et une introduction par Lance Selfa), Haymarket Books, Chicago, 2005, 250 p.,  (ISBN 9781931859172), (LCCN 2004021412)